# Miles Away
Miles Away ist ein Popsong, den die Popsängerin Madonna gemeinsam mit Timbaland, Danja und Justin Timberlake schrieb und auf ihrem elften Studioalbum Hard Candy interpretierte.

## Der Song
Die Ballade wurde als erster Song des Albums Hard Candy geschrieben, das Ende April 2008 veröffentlicht wurde. Am 24. November 2008 wurde das Lied als dritte und letzte Single aus dem Album ausgekoppelt. Die Single erreichte in den deutschen Singlecharts Rang elf, in den Airplaycharts schaffte es Miles Away für zwei Wochen an die Chartspitze. In Großbritannien erreichte die Single Platz 39. In Japan wurde das Lied als Titelthema einer neuen Fernsehserie ausgewählt: Change.
Da Miles Away während Madonnas Sticky-And-Sweet-Tournee veröffentlicht wurde, wurde der dazugehörige Videoclip aus der Live-Aufführung des Songs (bei der Madonna Gitarre spielte) zusammengestellt. Der Song beschreibt eine Liebe, die offensichtlich nur dann am besten läuft, wenn die Beteiligten weit voneinander entfernt sind (Miles Away).

## Rezeption

### Charts und Chartplatzierungen
| ChartsChartplatzierungen     | Höchstplatzierung | Wochen |
| ---------------------------- | ----------------- | ------ |
| Deutschland (GfK)            | 11 (14 Wo.)       | 14     |
| Österreich (Ö3)              | 21 (10 Wo.)       | 10     |
| Schweiz (IFPI)               | 32 (13 Wo.)       | 13     |
| Vereinigtes Königreich (OCC) | 39 (2 Wo.)        | 2      |

### Auszeichnungen für Musikverkäufe
| Land/Region  | Auszeichnungen für Musikverkäufe (Land/Region, Auszeichnung, Verkäufe) | Verkäufe |
| ------------ | ---------------------------------------------------------------------- | -------- |
| Japan (RIAJ) | Gold (Mobile Downloads) · + Platin (Digital) · + 2× Platin (Ringtone)  | 850.000  |
| Insgesamt    | 1× Gold · 3× Platin ·                                                  | 850.000  |

Hauptartikel: Madonna (Künstlerin)/Auszeichnungen für Musikverkäufe